# Hospital de la Cruz Roja (Palma)
El Hospital de la Cruz Roja es un centro sanitario de Palma (Islas Baleares, España), propiedad de Cruz Roja Española y en funcionamiento desde 1949.

## Historia

### Primeros años
La primera Comisión Provincial de la Cruz Roja en Baleares se constituye oficialmente en Palma en 1874, abriendo sede y dispensario para personas sin recursos en el casal nobiliario de Can Bordils de la ciudad (actual Archivo Municipal de Palma), propiedad de quien fue primer presidente del comité local, Manuel Villalonga Pérez. El local se trasladó en 1900 al núm. 7 de la La Rambla (conocida como Can Ripoll), donde seguiría ampliando sus servicios sanitarios, y en 1936 al núm. 6 de la Calle 31 de diciembre. Dado que un dispensario ofrecía servicios sanitarios limitados se pensó en abrir un hospital, mucho más amplio y multifuncional. En 1940 Cruz Roja Española autorizó a la comisión regional para adquirir un nuevo inmueble y se buscó uno ya existente que fuera céntrico y transformable en centro sanitario.

### Compra del Chalet Buades
La Cruz Roja local decidió adquirir el chalet Buades, un edificio residencial unifamiliar de estética regionalista construido entre 1933 y 1934 por la familia de industriales del mismo nombre, diseñado por el arquitecto Josep de Oleza Frates en el chaflán formado por la calle de Pons y Gallarza y la Calle de Alfonso el Magnánimo. Luego de servir como residencia durante pocos años, cambiar de manos y funcionar para otros fines, fue adquirido por la Caja de Ahorros y Monte de Piedad de las Baleares (conocida como Sa Nostra), en 1946.

### Inauguración
La Cruz Roja llegó a un acuerdo para adquirir el chalet el 25 de marzo de 1949, poniéndolo en funcionamiento ese mismo año. Fue reformado por el mismo Josep de Oleza para funcionar como hospital, aunque no fue inaugurado oficialmente hasta el 15 de abril de 1955 con un servicio inicial de 20 camas (la mitad para beneficencia) y un quirófano. Ayudaba en tareas asistenciales y administrativas un instituto religioso: las Hijas de la Misericordia, quienes habían empezado a colaborar en el dispensario de la calle 31 de diciembre, manteniéndose hasta 1986.

### Reformas posteriores

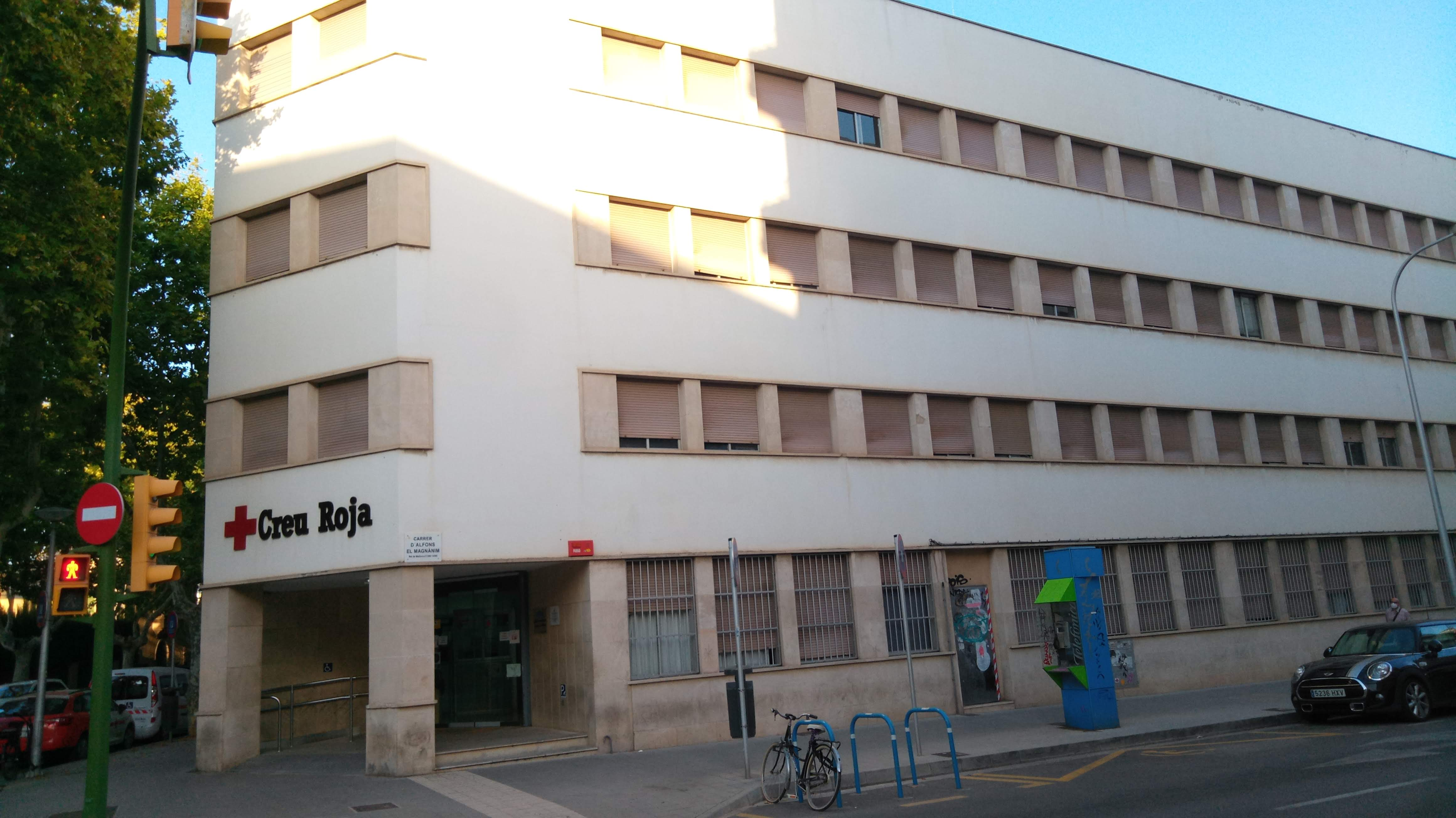
Edificio anexo del Hospital (1980)

Desde su inauguración el edificio ha vivido constantes reformas y ampliaciones a partir del primitivo inmueble residencial. Una de las principales tuvo lugar a partir de 1969, al adquirirse el solar contiguo para construir el edificio anexo de la calle Alfons el Magnànim, esquina con Avenida de Gaspar Bennàzar, siendo inaugurado el 27 de mayo de 1980.
Posteriormente se llevó a cabo una profunda reforma de todo el complejo hospitalario desde la primavera del año 2019, siendo reinaugurado el 12 de octubre de 2021.
Actualmente el Hospital abarca tres cuartas partes de la manzana donde se encuentra ubicado, sobrepasando de largo la superficie del edificio residencial original y del que únicamente sobrevive la fachada del chalet original, restaurada como elemento singular de la ciudad.